# Kanton Toulouse-5
Kanton Toulouse-5 (francouzsky Canton de Toulouse-5) je francouzský kanton v departementu Haute-Garonne v regionu Midi-Pyrénées. Tvoří ho pouze část města Toulouse (čtvrtě Arnaud Bernard, Bayard, Boulevards, Chalets, Concorde, Jean Jaurès, Saint-Sernin).